# رایمار کونتسه
رایمار کونتسه (آلمانی: Reimar Kuntze؛ ۲۷ ژانویه ۱۹۰۰ – ۱۸ اوت ۱۹۴۹) فیلم‌بردار اهل آلمان بود.
از فیلم‌هایی که وی در آن‌ها نقش داشته‌است، می‌توان به آدم و حوا، بوداهای زنده، برلین: سمفونی یک شهر بزرگ، دختران یونیفرم‌پوش، عروس معاوضه‌شده و اگر موسیقی نبود اشاره نمود.